# Sony Music Brasil
A Sony Music Brasil é a divisão brasileira da Sony Music, gravadora global de música, fundada em 1961, com um casting que abriga grandes artistas do cenário nacional, de diversos gêneros.
Atualmente, fazem parte da gravadora nomes como Marina Sena, Zé Vaqueiro, Roberto Carlos, Capital Inicial, Skank, Pabllo Vittar, Aline Barros,  Karol Conká, Jota Quest, Vanessa da Mata, Martinho da Vila, Fernanda Brum, Emicida, Mallu Magalhães, Natiruts, Preta Gil, Gusttavo Lima, Lito Atalaia, Marcos & Belutti, Isadora Pompeo entre muitos outros.

## História
A divisão brasileira da companhia global Sony Music tem, em sua trajetória de mais de 40 anos, memoráveis discos de artistas consagrados como Marina Sena, Roberto Carlos, Raul Seixas, Lulu Santos, Banda Calypso, Planet Hemp, Arlindo Cruz, Zezé Di Camargo e Luciano, entre outros.
O cantor Roberto Carlos iniciou na gravadora na década de 60, e é o artista mais antigo da Sony no Brasil. Em 1994, Roberto Carlos ultrapassou os Beatles na América do Sul, com mais de 120 milhões de unidades vendidas pela gravadora.
Em 2007, a Sony iniciou a comercialização de músicas em formato digital, a organização de shows no Brasil e a divulgação de artistas em mídias digitais.
Outro marco na história da gravadora foi, em 2009, após mais de 20 anos na Som Livre, a assinatura com a cantora infantil Xuxa. Em um contrato de três anos com a Sony Music, a parceria foi renovada por mais dois anos e a artista permaneceu no cast da gravadora até 2014. Em cinco anos, a Sony lançou quatro álbuns da Rainha dos Baixinhos: “Natal Mágico”, “Baixinhos, Bichinhos e Mais”, “XSPB 11” e “É Pra Dançar” - os dois últimos concorreram ao Grammy Latino na categoria de "Melhor Álbum Infantil".
Em 2010, a Sony Music Brasil lançou um departamento evangélico chamado Sony Music Gospel, dedicado à música cristã contemporânea brasileira. A gravadora contratou Maurício Soares, produtor que trabalhava há mais de 22 anos no mercado musical evangélico, para atuar como diretor do selo. O primeiro grupo musical contratado pela Sony foi a banda Resgate, que lançou, pela gravadora, o primeiro álbum do selo, Ainda não É o Último. Depois, a gravadora contratou consagrados nomes da cena Gospel, como Aline Barros, Priscilla Alcantara, Mariana Valadão, Lito Atalaia, Leonardo Gonçalves, Lydia Moisés, Carlinhos Felix, Cristina Mel, Fernanda Brum, entre outros. [carece de fontes?]
Em fevereiro de 2023, a cantora e compositora Marina Sena assinou com a Sony Music Brasil, lançando a sua primeira música com uma gravadora, o lead-single "Tudo Pra Amar Você" e o single "Dano Sarrada" do seu segundo álbum de estúdio, intitulado "Vício Inerente", lançado em 27 de abril de 2023.

## Aquisição da Som Livre
Em abril de 2021, a Sony Music anunciou a compra da gravadora Som Livre do Grupo Globo por aproximadamente R$1,43 bilhão, trazendo um grande catálogo de artistas para a Sony Music.
Em novembro de 2021, o Conselho Administrativo de Defesa Econômica (CADE) aprovou em definitivo a aquisição do selo. A Sony Music assumiu a Som Livre totalmente no início de 2022.

## Subsidiárias
- Austro Music
- Blast Stage Records
- Inbraza
- LG7
- Midas Music
- Phonomotor Records
- Som Livre
- SLAP
- The Orchard Music Brasil